# Steelsharks Traun
Die Steelsharks Traun, mit vollständigem Namen ASKÖ American Football Club SteelSharks Traun, sind ein American-Football-Team aus Traun in Oberösterreich. Der Verein wurde 1999 gegründet und spielt aktuell in der Austrian Football League, der höchsten österreichischen Liga.

## Geschichte
Gegründet wurde das Footballteam 1999 unter dem Namen Union Leonding Sharks in der Stadt Leonding nahe Linz. Nach einer Zusammenarbeit mit den ASKÖ Steelers Linz (ehemals Linz Rhinos) erfolgte die Umbenennung in ASKÖ American Football Club SteelSharks Traun, kurz Steelsharks Traun.
In der Saison 2010 qualifizierten sich die Steelsharks erstmals für die Silver Bowl, unterlagen jedoch den LA Titans mit 24:7. Bei ihrer zweiten Silver-Bowl-Teilnahme 2016, schlugen die Steelsharks die Vienna Knights mit 12:7 und stiegen in der Folge in die Austrian Football League auf.
2019 stieg das Team II aufgrund einer Umstrukturierung trotz dem verlorenen Finale um die Missionbowl in die Austrian Football Division Three auf.
2020 wurden beide Teams zusammengelegt. Durch einen freiwilligen Abstieg aus der Austrian Football League  möchte man in der Austrian Football League Division 1 neu durchstarten und wieder Erfolge feiern.

## Erfolge
- Silver Bowl: 2016